# Live at Budokan
Live at Budokan (englisch für „Live im Budokan“) ist das vierte Livealbum der US-amerikanischen Progressive-Metal-Band Dream Theater. Das Konzert wurde am 26. April 2004 im Nippon Budokan in Tokio aufgenommen. Es ist erhältlich auf CD, DVD und Blu-ray Disc. Vor Live At Luna Park (2013) war es der einzige offizielle Konzertmitschnitt der Gruppe, der auf Blu-ray veröffentlicht wurde.

## Titelliste

### CD

#### Disc 1
1. As I Am (John Petrucci, John Myung, Jordan Rudess, Mike Portnoy/John Petrucci) – 7:25
2. This Dying Soul (John Petrucci, John Myung, Jordan Rudess, Mike Portnoy/Mike Portnoy) – 11:44
3. Beyond This Life (Dream Theater/John Petrucci) – 19:37
4. Hollow Years (Dream Theater/John Petrucci) – 9:18
5. War Inside My Head (John Petrucci, John Myung, Jordan Rudess, Mike Portnoy/Mike Portnoy) – 2:22
6. The Test That Stumped Them All (John Petrucci, John Myung, Jordan Rudess, Mike Portnoy/Mike Portnoy) – 5:00

#### Disc 2
1. Endless Sacrifice (John Petrucci, John Myung, Jordan Rudess, Mike Portnoy/John Petrucci) – 11:18
2. Instrumedley (Dream Theater) – 12:15
3. Trial of Tears (Dream Theater/John Myung) – 13:49
4. New Millennium (Dream Theater/Mike Portnoy) – 8:01
5. Keyboard Solo (Jordan Rudess) – 3:58
6. Only a Matter of Time (Dream Theater/Kevin Moore) – 7:21

#### Disc 3
1. Goodnight Kiss (John Petrucci, John Myung, Jordan Rudess, Mike Portnoy/Mike Portnoy) – 6:16
2. Solitary Shell (John Petrucci, John Myung, Jordan Rudess, Mike Portnoy/John Petrucci) – 8:58
3. Stream of Consciousness (John Petrucci, John Myung, Jordan Rudess, Mike Portnoy) – 10:54 (Instrumental)
4. Disappear (John Petrucci, John Myung, Jordan Rudess, Mike Portnoy/James LaBrie)– 5:56
5. Pull Me Under (Dream Theater/Kevin Moore) – 8:38
6. In the Name of God (John Petrucci, John Myung, Jordan Rudess, Mike Portnoy/John Petrucci) – 15:49

### Doppel-DVD/Blu-ray Disc

#### DVD 1
1. As I Am – 8:34
2. This Dying Soul – 12:12
3. Beyond This Life – 19:34
4. Hollow Years – 9:19
5. War Inside My Head – 2:30
6. The Test That Stumped Them All – 4:53
7. Endless Sacrifice – 11:20
8. Instrumedley – 12:09
9. Trial of Tears – 13:58
10. New Millennium – 7:59
11. Keyboard Solo – 3:59
12. Only a Matter of Time – 7:25
13. Goodnight Kiss – 6:14
14. Solitary Shell – 5:51
15. Stream of Consciousness – 10:55
16. Disappear – 5:55
17. Pull Me Under – 9:00
18. In the Name of God – 17:36
19. Credits (zur Hintergrundmusik des Songs Vacant) – 3:11

#### DVD 2
Extras: Dokumentationen zur Tour und zum Konzert
1. Riding the Train of Thought: Dokumentation zur Japan-Tour – 29:46
2. John Petrucci Guitar World: Petrucci gibt Infos über seine Gitarren – 6:27
3. Jordan Rudess Keyboard World: Rudess gibt Infos über seine Keyboards – 6:43
4. Mike Portnoy Drum Solo: Schlagzeugsolo von Portnoy von der Japan-Tour – 12:08
5. The Dream Theater Chronicles: 2004 Tour Opening Video – 5:43
6. Instrumedley Multiangle Bonus – 12:03

## Besonderheiten
- Live at Budokan ist mit Once In A Livetime, Chaos in Motion, Breaking The Fourth Wall und Distant Memories eines von bisher fünf Livealben der Band, welches nicht (oder nur teilweise) den Song „Metropolis Pt. 1“ enthält. Elemente aus diesem Song sind jedoch im „Instrumedley“ enthalten.
- Im dritten Lied „Beyond This Life“ spielt die Band eine Jamsession, welche mit einem Duett von Mike Portnoy und Jordan Rudess endet, worauf die ganze Band wieder in das Lied einsteigt.